# Natanz
Natanz és un municipi de l'Iran a la província d'Esfahan, capital del comtat (sharestan) del mateix nom (abans era un subdistricte o bakhsh del comtat de Kashan). Està situada al vessant sud-est de les muntanyes Kuh-i Kargas i prop de la carretera de Teheran a Qom i a Yedz. El 1960 tenia 12.000 habitants i el 1999 eren 39.964.
Devia ja existir antigament perquè hi ha restes d'un temple de foc sassànida i restes musulmanes medievals (una mesquita buwàyhida), però no s'esmenta mai fins que ho fa per primer cop Yakut al-Hamawi al segle xii, que diu que era una petita població del Djibal, dependent d'Esfahan. Mustawfi al segle xiv diu que estava protegida per la ciutadella de Washak, no gaire llunyana, ni identificada però que podria ser la fortalesa de Natanz esmentada per Ibn al-Athir com disputada a la mort del kakúyida Abu-Jàfar Muhàmmad Alà-ad-Dawla ibn Duixmanziyar entre el seu fill i successor Abu Mansur Faramarz i un germà que li disputava el tron.
Modernament hi ha a Natanz una planta protegida d'enriquiment de combustible, que cobreix 10 hectàrees; el complex està construït a 8 metres sota la superfície i protegida per una cuirassa de 25 dm de ciment reforçat. Aquest lloc va ser mostrat el 2002 per Alireza Jafarzadeh, i el 2003 el lloc va ser visitat per El Baradei de la IEAA informant de l'existència de 160 centrífugadores en activitat i la construcció d'un total de 1000 en el mateix lloc.